# Hoplit

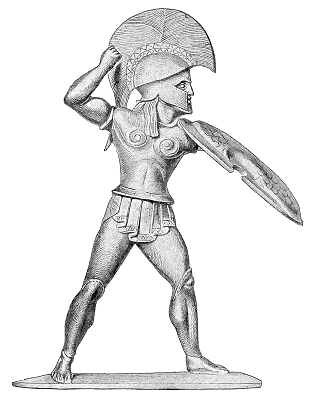
Statuetă antică reprezentând un hoplit

Hoplitul (în greacă veche ὁπλίτης / hoplitēs) era un tip de infanterist din Grecia antică care lupta înarmat cu lance și scut, care i-a și dat numele (ὅπλον / hoplon, scut). Hopliții au fost o clasă predominantă de războinici în istoria antică greacă și au fost prezenți în multe lupte ale grecilor din cadrul Războaielor Medice (inclusiv Bătălia de la Maraton, Bătălia de la Termopile și Bătălia de la Plateea) dar și ulterior, în cadrul războaielor lui Filip al II-lea al Macedoniei și ale lui Alexandru cel Mare.

## Echipament
Echipamentul este alcătuit de:
- o cască (κράνος / kranos)
- pieptar (θώραξ / thōrax)
- cnemide, apărători pentru picioare (κνημῖδες / knēmides)
- un scut (ἀσπίς / aspis)
- o lance (δόρυ / doru)
- o spadă scurtă, fie dreaptă cu două tăișuri (ξίφος / xifos), fie curbată cu un singur tăiș (μάχαιρα / machaira).

## Comportamentul în luptă
Hopliții luptau în formații dense (falanga), cu vârfurile sulițelor îndreptate înainte, astfel încât să fie cât mai apărați; ei astfel prezentau un bloc compact, cu sulițele ținute pe umeri. În luptă, ei se apropiau de inamic sub forma unui zid de scuturi înaintând în viteză. Hopliții din spate îi împingeau pe cei din față în timp ce atacau cu sulițele peste ei. Lupta cu hopliții cerea multă pricepere și disciplină și de multe ori era scurtă, însă mortală.